# スフィンクス (映画)
『スフィンクス』（原題：Sphinx）は、1981年製作のアメリカ合衆国の映画。
古代エジプト・セティ1世の墓の謎を巡って繰り広げられる争いを描いた冒険ミステリ映画。ロビン・クック原作の小説の映画化。フランクリン・J・シャフナー監督。

## あらすじ
紀元前1301年のエジプト。ツタンカーメン王の墓がある王家の谷で、墓荒らしを捕えたセティ1世の墓の主任建築技師メネフタは墓を再封印する時、ある妙案を思いつき、1枚のパピルスを墓の中に残した。
時は流れ、現代。美人女性考古学者エリカは、メネフタの研究のためエジプトにやってきた。古美術商のハムディの店を訪ねた彼女は、そこでメネフタの名が刻まれたセティ1世の黄金像を見る。
しかしその直後、ハムディは3人の男たちによって殺され、黄金像も盗まれた。それを目撃したエリカは犯人の1人に襲われるが、フランス人のジャーナリストと称するイボンという男に救われる。
エリカがイボンとの食事後、ホテルの部屋に戻ると、そこにはエジプト政府の古美術管理局長アーメッドが待っていた。アーメッドはエリカにエジプトに来た目的、イボンとの関係などを問いただす。数日後、エリカは遺跡を巡り歩いていたところを何者かに襲われるが、またしても救われる。今度彼女を救ったのはアーメッドだった。
その後、セティ1世の黄金像に刻まれた文字を解読したエリカはその意味を解くため、ルクソールに向かう。するとそこには、アーメッドがいた。ルクソールは彼の故郷だったのだ。
2人は王家の谷を巡り歩くうち、やがてお互いに惹かれるようになる。しかし、そんな2人に何者かの魔の手が忍び寄る。実は、そのセティ1世の黄金像に刻まれた文字にはある秘密が隠されていたのだ。

## キャスト
- エリカ・バロン：レスリー＝アン・ダウン（吹替：鈴木弘子）
- アーメッド・ハサン：フランク・ランジェラ（吹替：城達也）
- イボン：モーリス・ロネ（吹替：家弓家正）
- アブドゥ・ハムディ：ジョン・ギールグッド（吹替：大久保正信）
- ムハメッド：マーティン・ベンソン（英語版）（吹替：千葉耕市）
- メネフタ：ベヘロウズ・ヴォスーギ（英語版）（吹替：筈見純）
- ステファノス：ジョン・リス＝デイヴィス（吹替：飯塚昭三）
- アイダ：アイリーン・ウェイ（英語版）（吹替：沼波輝枝）
- ガマル：ナディム・サワラ（英語版）（吹替：藤本譲）
- セリム：サイード・ジャフリー（吹替：神山卓三）
- ヴィクトリア・テナント
- ウィリアム・フットキンス

※テレビ放送：テレビ朝日「日曜洋画劇場」1986年6月22日